# Z15/16次列车
Z15/16次“腾龙号”列车，是中国铁路运行于首都北京至黑龙江省会哈尔滨的一趟直达特快列车，自2004年4月18日起开行，现由中国铁路哈尔滨局集团有限公司哈尔滨客运段北京车队负责客运任务，是黑龙江省开行的首趟直达特快列车。列车使用全列软卧编组的中国铁路25T型客车，运行纵贯京哈铁路，途经北京、河北、辽宁、吉林、黑龙江五省市，全程1249公里。其中北京站至哈尔滨站运行10小时22分，使用车次为Z15次，哈尔滨站至北京站运行10小时12分，使用车次为Z16次。自开行以来，列车已连续被中国铁道部授予“红旗列车”及中国共青团授予“全国青年文明号”等称号。

## 历史
2004年，中国铁道部实施中国铁路第五次大提速，使得列车运行速度普遍提升，具备了开行夕发朝至的直达特快列车的条件。后者是中国首次实行一机牵引、单司机值乘、长途列车中途换班的运行方式，全程点对点直达。同年4月18日，铁道部正式开行首批19对直达特快列车，主要范围是京沪、京哈等铁路干线，其中Z15/16次列车成为北京至哈尔滨之间的首趟直达特快列车，乘务由哈尔滨铁路局哈尔滨客运段担当。该列车的全程运行为10小时35分，比原来特快列车压缩近2小时。
在列车开行的前一个半月时间内，其上座率一直保持在90%以上，形成了与航空运输竞争的良性局面。同时，为了配合列车的开行，并致力于打造成品牌列车，黑龙江省委宣传部与哈尔滨铁路局共同组织开展了该列车的冠名征集活动。此项冠名征集为社会公益性活动，不接受商业性冠名。2004年10月8日，在对全部推荐名称进行了两轮的集中审阅和讨论后，最终确定“腾龙号”为该次列车冠名名称。
自2008年4月18日起，在中国铁路实施第六次大提速后，Z15/16次列车的单程运行时间进一步降低至9小时44分，较原图压缩近1小时。
2017年4月30日起，由于哈尔滨站改造，Z16次调整为哈尔滨东站始发，并增加哈尔滨西站停站。同年7月1日，Z15/16次列车改在哈尔滨西站始发终到。2019年1月5日，应铁路调图，列车改回哈尔滨站始发终到。

## 列车编组

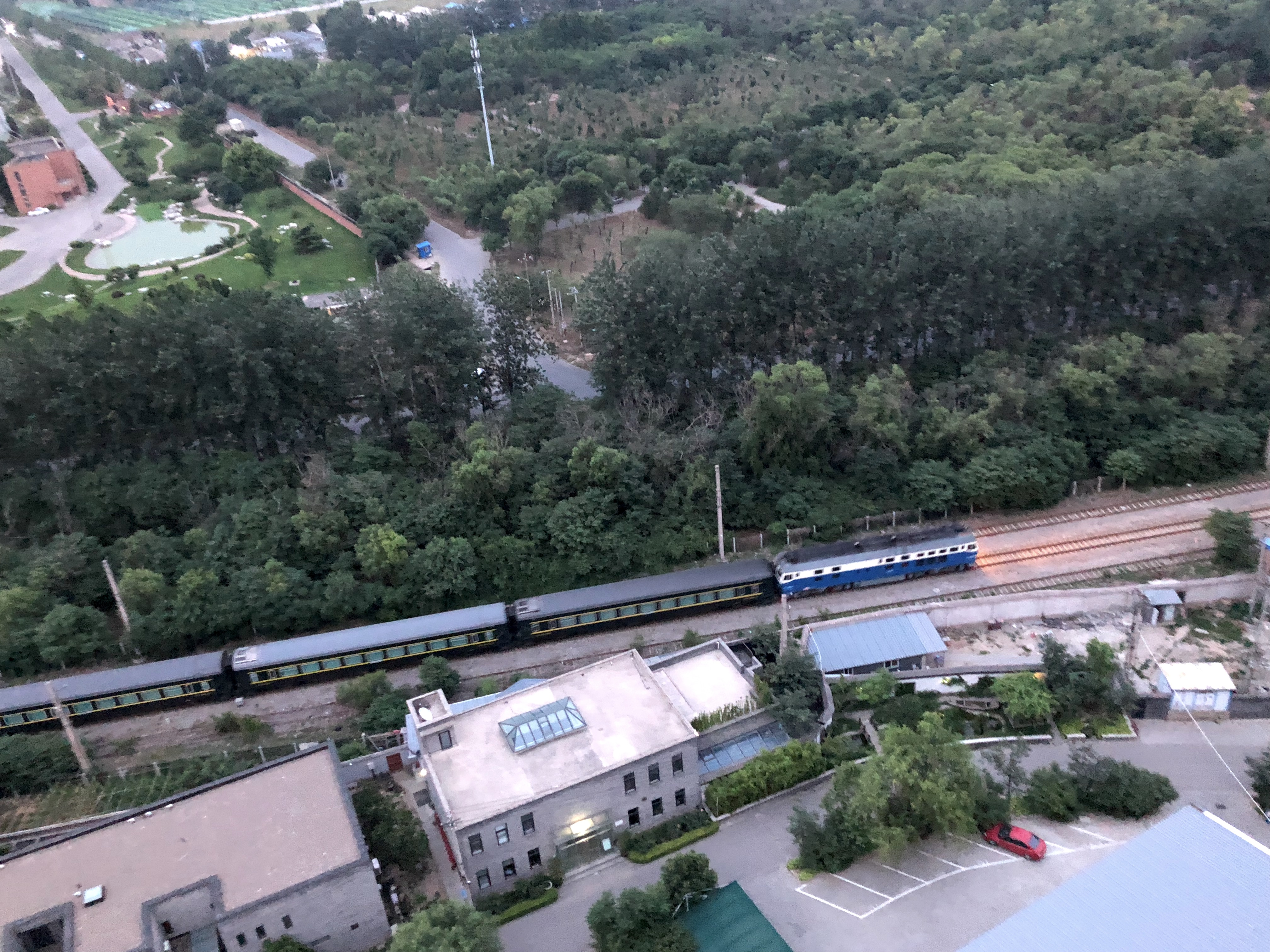
0Z15次列车列车经由双沙铁路由望京站回送至北京站

Z15/16次列车自开行起便采用新造的DC600V机车直供电中国铁路25T型客车，采取18辆编组，其中软卧车16辆、高级软卧车及餐车各1辆，定员608人。列车上设有酒吧、等离子电视、运行时刻表、感应门等设施；高级软卧车厢还备有自动擦鞋机、包厢独立卫生间及沙发等高档设施，为当时中国铁路最先进的列车。自2011年1月1日起，因石太客专长达28公里的太行山隧道不允许内燃机车通过，Z15/16次列车与西安铁路局的Z19/20次列车互换车底，改用由BSP制造、供电制式为AC380V的25T型客车。
| 车厢编号 | 1-8          | 9                  | 10               | 11-18        |
| 车型     | RW25T 软卧车 | CA25T 餐车（欠编） | RW19T 高级软卧车 | RW25T 软卧车 |

### 过去编组（2004年4月18日-2010年12月31日）
| 车厢编号 | 1-2          | 3-5          | 6-9          | 10         | 11               | 12-18        |
| 车型     | RW25T 软卧车 | YW25T 硬卧车 | RW25T 软卧车 | CA25T 餐车 | RW19T 高级软卧车 | RW25T 软卧车 |

## 机车交路

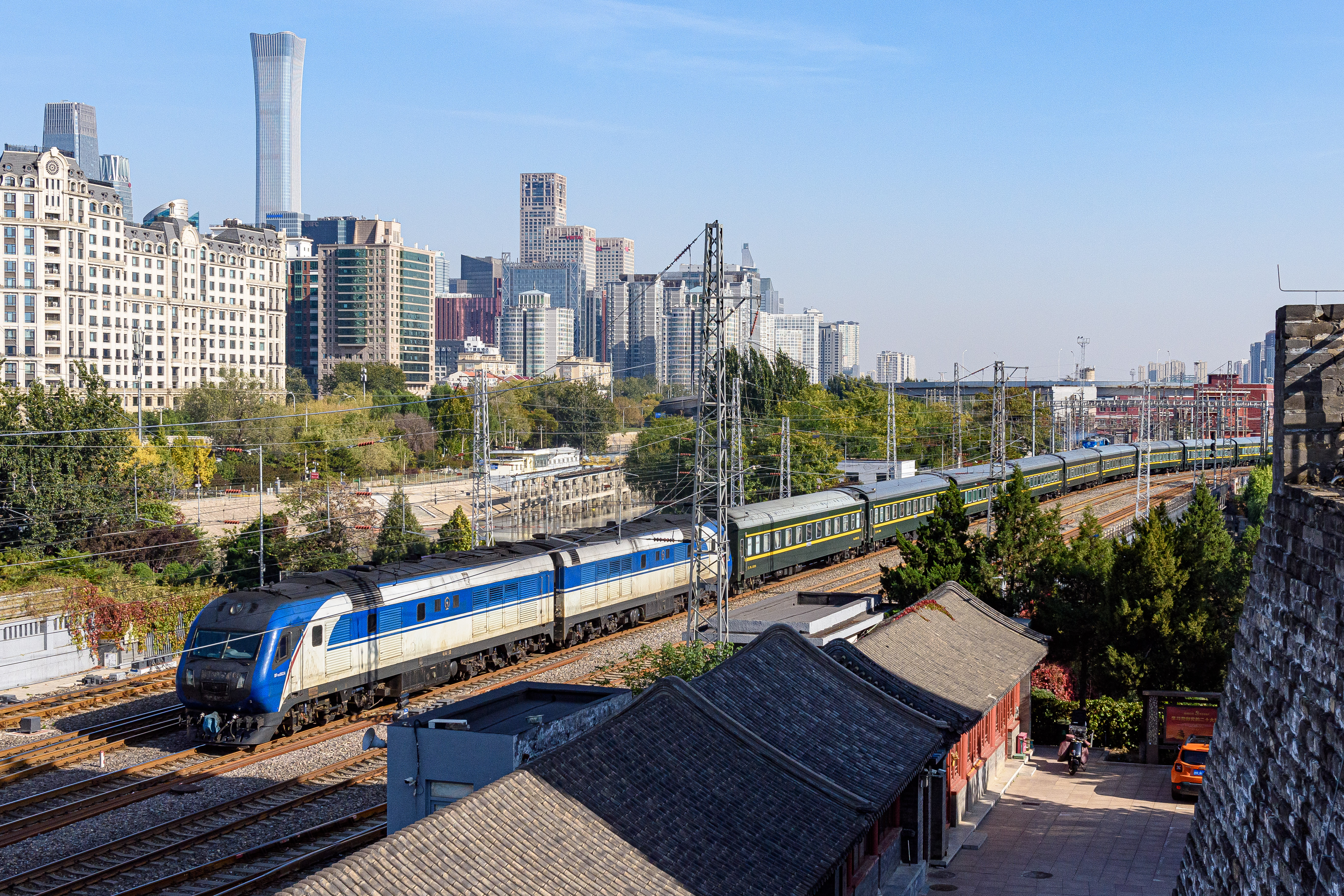
配属三棵树机务段的东风11G型内燃机车第0024-0023号牵引因黑龙江暴雪晚点近6个小时的Z16次列车驶入北京站（2023年11月7日）

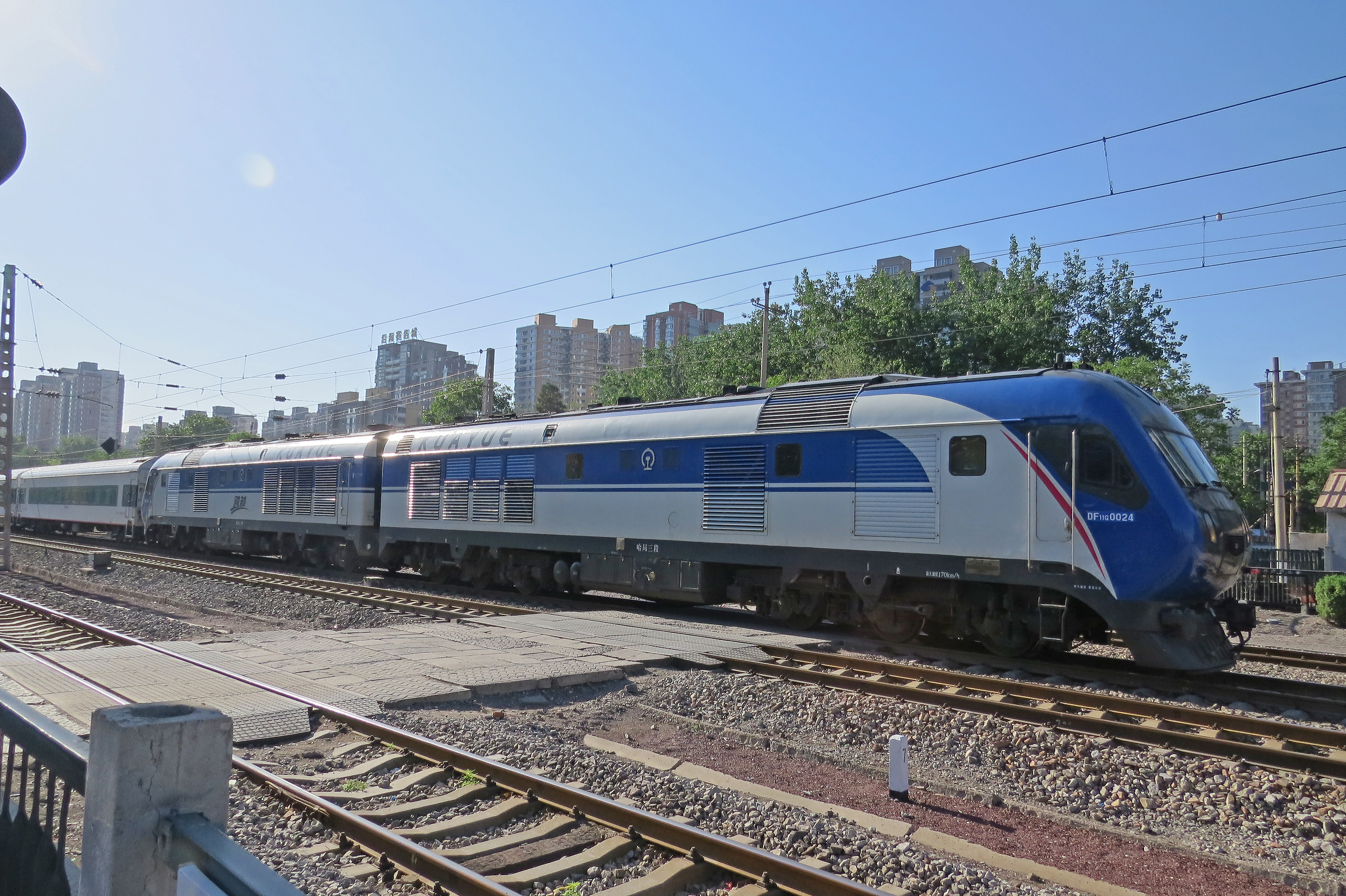
配属三棵树机务段的东风11G型内燃机车第0024-0023号牵引Z16次列车通过京哈线水南庄道口

Z15/16次列车在开行初期全程使用配属沈阳铁路局沈阳机务段的韶山9G型电力机车单机车、单司机直达。自2011年起，则使用由哈尔滨铁路局三棵树机务段向西安铁路局引进的东风11G型内燃机车担当牵引任务，以满足供电制式为AC380V的客车直供电需求。

### 现时机车交路
| 车站区段               | 北京 ↔ 哈尔滨                                          |
| 本务机车 配属 司机更替 | 东风11G型内燃机车 哈局三段 沈阳/哈尔滨司机在沈阳北轮乘 |

### 过去机车交路（2010年）
| 车站区段               | 北京 ↔ 哈尔滨                      |
| 本务机车 配属 司机更替 | 韶山9G型电力机车 沈局沈段 沈阳司机 |

## 时刻表
截至2025年7月1日第三季度调图：
| Z15次 | Z15次 | Z15次 | Z15次 | 停靠站 | Z16次 | Z16次 | Z16次 | Z16次 |
| 里程  | 天数  | 到点  | 开点  | 停靠站 | 到点  | 开点  | 天数  | 里程  |
| ----- | ----- | ----- | ----- | ------ | ----- | ----- | ----- | ----- |
| 0     | 当日  | -     | 21:18 | 北京   | 07:29 | -     | 次日  | 1249  |
| 1249  | 次日  | 07:40 | -     | 哈尔滨 | -     | 21:15 | 当日  | 0     |